# Lithoporella
Lithoporella (Foslie) Foslie, 1909  é o nome botânico  de um gênero de algas vermelhas pluricelulares da família Corallinaceae, subfamília Corallinaceae.

## Espécies
Atualmente apresenta 5 espécies taxonomicamente válidas:
- Lithoporella atlantica (Foslie) Foslie, 1909
- Lithoporella bermudensis (Foslie) W.H. Adey, 1970
- Lithoporella indica (Foslie) Adey, 1970
- Lithoporella melobesioides (Foslie) Foslie, 1909
- Lithoporella sauvageaui (Foslie) Adey